# Явочт 11
Явочт 11 (англ. Yawaucht 11) — індіанська резервація в Канаді, у провінції Британська Колумбія, у межах регіонального округу Томпсон-Нікола.

## Населення
За даними перепису 2016 року, індіанська резервація нараховувала 5 осіб, показавши скорочення на 50,0%, порівняно з 2011-м роком. Середня густина населення становила 4,3 осіб/км².

## Клімат
Середня річна температура становить 6,4°C, середня максимальна – 20,2°C, а середня мінімальна – -10,9°C. Середня річна кількість опадів – 509 мм.
| Клімат поселення                              | Клімат поселення | Клімат поселення | Клімат поселення | Клімат поселення | Клімат поселення | Клімат поселення | Клімат поселення | Клімат поселення | Клімат поселення | Клімат поселення | Клімат поселення | Клімат поселення | Клімат поселення |
| Показник                                      | Січ.             | Лют.             | Бер.             | Квіт.            | Трав.            | Черв.            | Лип.             | Серп.            | Вер.             | Жовт.            | Лист.            | Груд.            |                  |
| Середній максимум, °C                         | 1,68             | 4,61             | 8,40             | 12,44            | 16,56            | 20,19            | 19,78            | 20,09            | 15,60            | 9,94             | 3,45             | −1,1             |                  |
| Середня температура, °C                       | −4,6             | −1,66            | 2,10             | 6,15             | 10,27            | 13,90            | 16,81            | 17,13            | 12,64            | 6,96             | 0,49             | −4,08            |                  |
| Середній мінімум, °C                          | −10,89           | −7,96            | −4,18            | −0,14            | 4,00             | 7,62             | 13,84            | 14,17            | 9,69             | 4,00             | −2,48            | −7,04            |                  |
| Норма опадів, мм                              | 62               | 38               | 34               | 27               | 36               | 38               | 34               | 31               | 29               | 45               | 68               | 67               |                  |
| Середньомісячна швидкість вітру, м/с          | 2.06             | 2.13             | 2.42             | 2.70             | 2.50             | 2.41             | 2.23             | 2.03             | 1.86             | 2.04             | 2.12             | 2.05             |                  |
| Середньомісячна сонячна радіація, кДж/м²·день | 3265             | 6387             | 10709            | 15665            | 19248            | 20822            | 21812            | 18644            | 13188            | 7397             | 3573             | 2505             |                  |
| --------------------------------------------- | ---------------- | ---------------- | ---------------- | ---------------- | ---------------- | ---------------- | ---------------- | ---------------- | ---------------- | ---------------- | ---------------- | ---------------- | ---------------- |
| Джерело:                                      |                  |                  |                  |                  |                  |                  |                  |                  |                  |                  |                  |                  |                  |